# HBL FC
HBL FC(Habib Bank Limited Football Club)는 파키스탄 카라치를 연고지로 하는 축구 클럽이다. 파키스탄 프리미어리그에서 활약 중이며 1회 우승을 하였다.